# Schorndorfer Rathaus

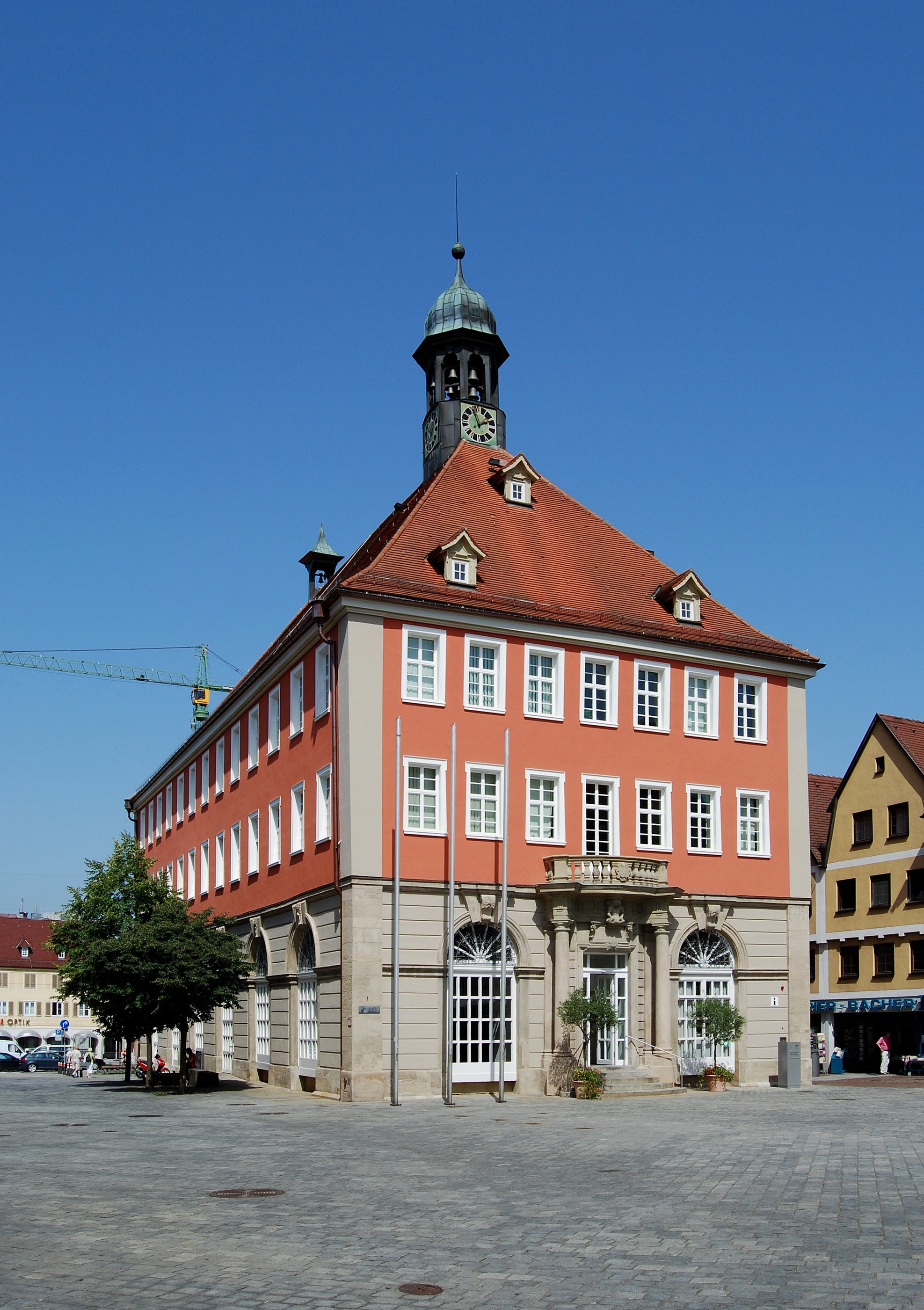
Rathaus am Marktplatz Schorndorf

Das barocke Rathaus von Schorndorf ist ein Wahrzeichen der Stadt und Blickfang auf dem historischen Marktplatz, der den Mittelpunkt der Stadt bildet. Es wurde von 1726 bis 1730 unter der Leitung von Georg Friedrich Majer erbaut.

## Lage
Das Rathaus liegt am unteren Teil des historischen oberen Marktplatzes; es bildet sozusagen die Grenze zwischen dem oberen und dem unteren Marktplatz. Das Portal zeigt nach Süden, in Richtung des oberen Marktplatzes. An diesem in direkter Nähe befinden sich das Wohnhaus von Barbara Künkelin und die Palmsche Apotheke.

## Geschichte

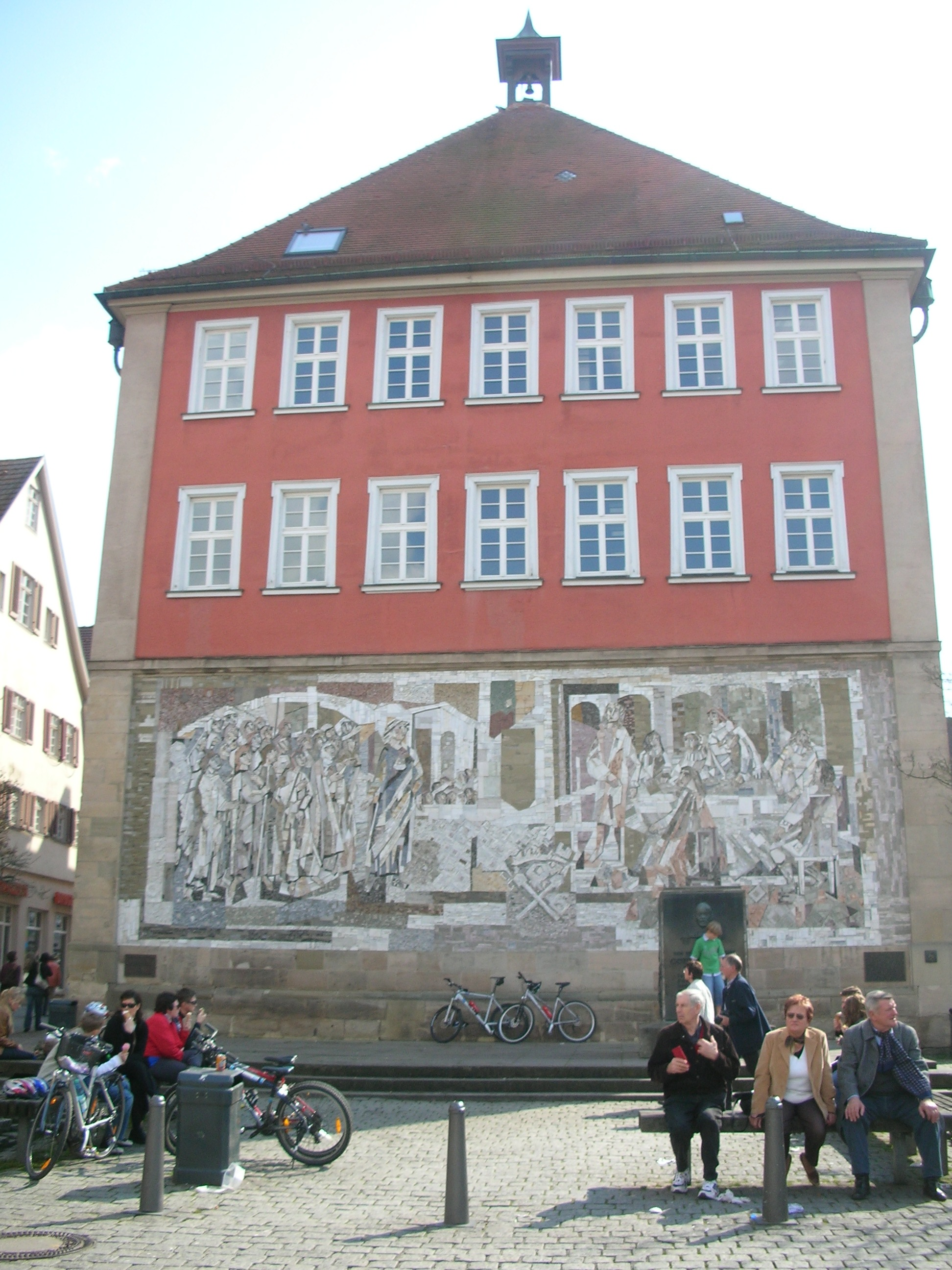
Das Rathaus von hinten mit dem Mosaik „Die Weiber von Schorndorf“ und dem Daimlerdenkmal

Das Vorgängergebäude des heutigen Rathauses, das vermutlich aus dem Jahr 1489 stammte, wurde während der großen Feuersbrunst von 1634, wie fast die ganze Stadt, zerstört. Es hatte neben seiner Funktion als Rathaus auch die des Korn- und Kaufhauses und befand sich vermutlich am selben Ort, an dem das Rathaus heute steht.
Ein neues Rathaus wurde jedoch nicht unmittelbar gebaut; als Zwischenlösung diente zunächst ab 1640 ein Gebäude aus Urbach, das nach Schorndorf versetzt wurde und ebenfalls zusätzlich als Kornhaus diente.
1726 wurde dann nach den Plänen Georg Friedrich Majers der Bau eines neuen Rathauses geplant. Dieser war auch am Bau des Ludwigsburger Schlosses beteiligt und ließ sich für das Schorndorfer Rathaus von diesem Bau inspirieren. Dies lässt sich am schmuckvollen Portal nachvollziehen.
Die Grundsteinlegung erfolgte am 9. September 1727; am 26. Juni 1730 wurde das neue Rathaus eingeweiht.
Am 22. September 1769 wurde das Gerichtszimmer des Rathauses mit alttestamentlichen und antiken Motiven ausgemalt. Die bemalten Holzvertäfelungen wurden 1937 entfernt und später ins Heimatmuseum (heute: Stadtmuseum) gebracht.
Das Erdgeschoss war bis zu seinem Umbau im Jahre 1978 eine zweischiffige, hohe Holzpfeilerhalle, in der sich unter anderem eine Markthalle befand.
Im zweiten Stockwerk waren Ratsstuben und ein Rats- und Bürgersaal.
Im Erdgeschoss befindet sich heute das Foyer und die Stadtinformation.

## Besonderheiten

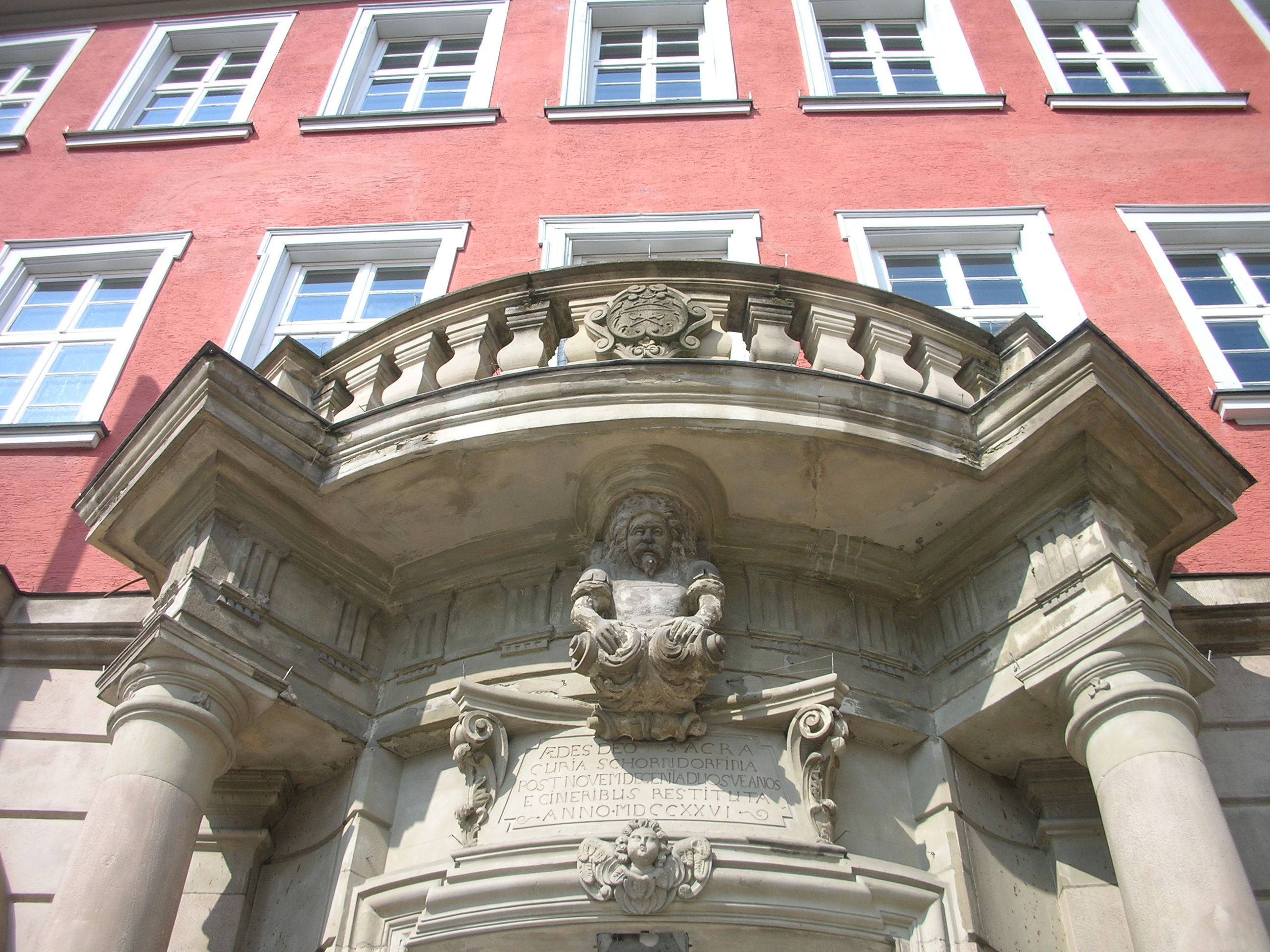
Portal des Rathauses

Das im Barockstil erbaute Schorndorfer Rathaus ist der Höhepunkt des Marktplatzes. Zwischen zwei Rundbögen befindet sich das repräsentative Hauptportal, das von zwei dorisierenden Säulen eingefasst wird. Über dem Eingang befindet sich ein Balkon mit Balusterbrüstung. Zudem ist das Stadtwappen abgebildet; die Inschrift „AEDES DEO SACRA – CURIA SCHORNDORFINA POST NOVEM DECEN__IA DUOSVE AN__OS E CINERIBUS RESTITUTA – ANNO – MDCCXXVI“, übersetzt: „Dieses Haus ist Gott geweiht – das Schorndorfer Rathaus nach neun Decennien und zwei Jahren aus der Asche wiedererstanden im Jahre 1726“ ist über dem Portal eingraviert.
Im Norden auf dem Walmdach des Gebäudes befindet sich ein kleiner hölzerner Glockenstuhl, im Süden, d. h. über der Vorderseite des Rathauses, ein achteckiger Glockenturm.
An der Rückseite befindet sich ein Mosaik von Hans Gottfried von Stockhausen aus dem Jahr 1965, das die Schorndorfer Weiber darstellt. Zuvor zeigten dort Wandbilder von 1888 und von 1938 die Weiber von Schorndorf.
Vor dem Mosaik steht das  Gottlieb-Daimler-Denkmal, das an den berühmtesten Sohn der Stadt erinnert.